# Міхновське
Міхно́вське (до 2024 року — Перше Травня) — село в Україні, у Прилуцькому районі Чернігівської області. Населення становить 10 осіб. Входить до складу Малодівицької селищної громади.

## Назва
19 вересня 2024 року Верховна Рада підтримала перейменування села Перше Травня на Міхновське. Нова назва на честь українського державника Миколи Міхновського, що народився у цьому краї. 26 вересня 2024 року перейменування набуло чинності.